# Stanisława Bartosiewicz
Stanisława Bartosiewicz (ur. 8 maja 1920 w Brzeżanach koło Lwowa, zm. 20 lipca 2022) – polska profesor nauk ekonomicznych, profesor zwyczajna Wyższej Szkoły Bankowej we Wrocławiu.

## Życiorys
Studia rozpoczęła w 1938 na lwowskiej Akademii Handlu Zagranicznego. Drugi rok studiów zaliczyła jednak osiem lat później, w nowo powstałej Wyższej Szkole Handlowej we Wrocławiu. Tamże uzyskała stopień doktora habilitowanego, a 19 maja 1988 nadano jej tytuł profesora w zakresie nauk ekonomicznych. Pracowała w Instytucie Cybernetyki Ekonomicznej na Wydziale Zarządzania i Informatyki Akademii Ekonomicznej im. Oskara Langego we Wrocławiu (gdzie w latach 1976–1984 pełniła funkcję prodziekana a w latach 1984–1990 dziekana) i w Wyższej Szkole Bankowej w Poznaniu.
Pełniła funkcję profesor zwyczajnej w Wyższej Szkole Bankowej we Wrocławiu oraz była członkinią Komitetu Statystyki i Ekonometrii I Wydziału Nauk Społecznych Polskiej Akademii Nauk.
Pochowana na Cmentarzu Świętej Rodziny we Wrocławiu.